# James Edward Grant
James Edward Grant (Chicago, 2 luglio 1905 – Burbank, 19 febbraio 1966) è stato uno scrittore, sceneggiatore e regista statunitense.
Autore di racconti brevi, ha collaborato al soggetto di più di 50 film tra il 1935 e il 1971.

## Biografia
Grant iniziò la sua carriera a metà degli anni 1930 sviluppando storie o script per lo più di film di serie B. Collaborò a dodici produzioni con John Wayne, a partire da L'ultima conquista (1947), di cui fu anche regista, fino a Il circo e la sua grande avventura (1964). L'infallibile pistolero strabico fu distribuito nel 1971, cinque anni dopo la sua morte. 
Grant vinse due volte il Bronze Wrangler, un premio annuale presentato dal National Cowboy & Western Heritage Museum, per La battaglia di Alamo nel 1961 e per I comanceros l'anno successivo. Inoltre, lui e William Bowers furono candidati per il premio Oscar per la migliore sceneggiatura originale per La legge del più forte nel 1959. Scrisse numerosi racconti pubblicati su Argosy, The Saturday Evening Post, Cosmopolitan, Liberty.

## Filmografia

### Sceneggiatore
Crediti come sceneggiatore, autore del soggetto o della storia originale.

#### Cinema
- Le quattro perle (Whipsaw), regia di Sam Wood (1935)
- Pugno di ferro (Great Guy), regia di John G. Blystone (1936)
- Grand Jury
- Il fantino di Kent (The Ex-Mrs. Bradford), regia di Stephen Roberts (1936)
- Occhioni scuri (Big Brown Eyes), regia di Raoul Walsh (1936)
- La villa del mistero (Muss 'em Up), regia di Charles Vidor (1936)
- Quei cari parenti (Danger: Love at Work), regia di Otto Preminger (1937)
- The Women Men Marry, regia di Errol Taggart  (1937)
- She's No Lady, regia di Charles Vidor (1937)
- She Had to Eat, regia di Malcolm St. Clair (1937)
- We're Going to Be Rich, regia di Monty Banks (1938)
- Josette, regia di Allan Dwan (1938)
- Hollywood Cavalcade, regia di Irving Cummings, Buster Keaton, Malcolm St. Clair (1939)
- Miracles for Sale, regia di Tod Browning (1939)
- Pericolo biondo (There's That Woman Again), regia di Alexander Hall (1939)
- La febbre del petrolio (Boom Town), regia di Jack Conway (1940)
- I Can't Give You Anything But Love, Baby, regia di Albert S. Rogell (1940)
- Music in My Heart, regia di Joseph Santley (1940)
- Sorvegliato speciale (Johnny Eager), regia di Mervyn LeRoy (1941)
- Otto giorni di vita (They Dare Not Love), regia di James Whale e, non accreditati, Victor Fleming e Charles Vidor (1941)
- La signora acconsente (The Lady Is Willing), regia di Mitchell Leisen (1942)
- La bella dello Yukon (Belle of the Yukon), regia di William A. Seiter (1944)
- Gambler's Choice, regia di Frank McDonald (1944)
- Bionda incendiaria (Incendiary Blonde), regia di George Marshall (1945)
- Il gigante di Boston (The Great John L.), regia di Frank Tuttle (1945)
- L'ultima conquista (Angel and the Badman), regia di James Edward Grant (1947)
- I rapinatori (The Plunderers), regia di Joseph Kane (1948)
- Iwo Jima, deserto di fuoco (Sands of Iwo Jima), regia di Allan Dwan (1949)
- I morti non parlano (Johnny Allegro), regia di Ted Tetzlaff (1949)
- Il sentiero degli Apaches (California Passage), regia di Joseph Kane (1950)
- Il diavolo nella carne (Surrender), regia di Allan Dwan (1950)
- Frecce avvelenate (Rock Island Trail), regia di Joseph Kane (1950)
- L'uomo che era solo (Father Is a Bachelor), regia di Abby Berlin, Norman Foster (1950)
- I diavoli alati (Flying Leathernecks), regia di Nicholas Ray (1951)
- Ai confini del delitto (Two of a Kind), regia di Henry Levin (1951)
- L'amante del torero (Bullfighter and the Lady), regia di Budd Boetticher (1951)
- Marijuana (Big Jim McLain), regia di Edward Ludwig (1952)
- Hondo, regia di John Farrow (1953)
- L'irresistibile Mr. John (Trouble Along the Way), regia di Michael Curtiz (1953)
- Il circo delle meraviglie (Ring of Fear), regia di James Edward Grant (1954)
- I violenti (Three Violent People), regia di Rudolph Maté (1956)
- L'ultima carovana (The Last Wagon), regia di Delmer Daves (1956)
- Il barbaro e la geisha (The Barbarian and the Geisha), regia di John Huston (1958)
- L'orgoglioso ribelle (The Proud Rebel), regia di Michael Curtiz (1958)
- La legge del più forte (The Sheepman), regia di George Marshall (1958)
- La battaglia di Alamo (The Alamo), regia di John Wayne (1960)
- I comanceros (The Comancheros), regia di Michael Curtiz e, non accreditato, John Wayne (1961)
- McLintock!, regia di Andrew V. McLaglen (1963)
- I tre della Croce del Sud (Donovan's Reef), regia di John Ford (1963)
- Maceralar krali, regia di Hulki Saner (1963)
- Il circo e la sua grande avventura (Circus World), regia di Henry Hathaway (1964)
- Agguato nel sole (Hostile Guns), regia di R.G. Springsteen (1967)
- L'infallibile pistolero strabico (Support Your Local Gunfighter) , regia di Burt Kennedy (1971)
- Rapina... mittente sconosciuto (Special Delivery), regia di Paul Wendkos (1976)

#### Televisione
- L'ultima conquista – film TV (Angel and the Bad Man) (2009)
- Hondo – film TV (Hondo and the Apaches) (1967)
- Il tenente Ballinger (M Squad) – serie TV, un episodio (1958)
- Hondo – serie TV, 2 episodi (1967)

### Regista
- L'ultima conquista (Angel and the Badman) (1947)
- Il circo delle meraviglie (Ring of Fear) (1954)